# Орлова Ольга Григорівна
Ольга Григорівна Орлова (12.04.1926 — 28.07.2010) — видатна українська піаністка, викладач фортепіанного мистецтва Київської муніципальної академії музики імені Р. М. Глієра протягом 6 десятиліть (1950—2010 рр.), володарка почесних відзнак за музично-просвітницьку діяльність в Україні.
| Текст вилучений зі статті через підозру в порушенні авторських прав |
| --- |
| Текст, що раніше перебував на цій сторінці, запідозрено в порушенні авторських прав на текст із таких джерел: https://glieracademy.org/golovna/portreti/orlova/ Дата, коли було знайдено порушення: 14 травня 2023. Тому, хто повісив цей шаблон: На сторінку обговорення користувача, який розмістив цю статтю, варто додати повідомлення {{subst:nothanks cv\|Орлова Ольга Григорівна\|url=https://glieracademy.org/golovna/portreti/orlova/}} --~~~~. |
| До уваги користувача, який розмістив цю статтю Не редагуйте статтю зараз, навіть якщо ви збираєтеся її переписати. Дотримуйтесь вказівок нижче. - Якщо власник авторських прав на зазначений вище матеріал дозволяє використовувати його на умовах GNU FDL без незмінюваних секцій та Creative Commons із зазначенням автора / розповсюдження на тих самих умовах, будь ласка, сповістіть про це на сторінці обговорення цієї статті. - Якщо правовласником є ви, додайте на зазначеному вище ресурсі примітку: «Матеріали дозволено використовувати на умовах GNU FDL без незмінюваних секцій та Creative Commons із зазначенням автора / розповсюдження на тих самих умовах». - Якщо дозволу на використання цього матеріалу немає, будь ласка, зробіть одне з двох: 1. Напишіть хоча б гарний накид статті на цій підсторінці. Зверніть увагу: не треба копіювати текст, що порушує авторські права, на зазначену підсторінку й редагувати його. Якщо ви взялися за написання нової статті, не забудьте сповістити про це на сторінці обговорення. 2. Залиште все як є, і тоді статтю буде вилучено. У випадку, якщо новий текст написано не буде, цю статтю буде вилучено через тиждень після появи цього попередження (детальніше див. документацію шаблону). Вихідний текст цієї статті з можливим порушенням копірайту можна знайти в історії змін. Зверніть увагу, що розміщення у Вікіпедії матеріалів, автор яких не надав явного дозволу на їхнє використання відповідно до ліцензії GNU FDL без незмінюваних секцій та Creative Commons із зазначенням автора / розповсюдження на тих самих умовах, може бути порушенням законів про авторське право. Користувачів, які додають до Вікіпедії такі матеріали, може бути тимчасово позбавлено права редагувати статті. Попри все, ми завжди раді вашим оригінальним статтям. Дякуємо. Цю сторінку внесено до категорії Вікіпедія:Можливе порушення авторських прав. |

## Біографія
На її долю випало багато тяжких випробувань. У 1937 році батьки Ольги були репресовані. Будучи зовсім дитиною вона була відправлена в дитячий табір під Тамбовом, росія. Дякуючи піклуванню бабусі з дідусем повернулась в Україну. Пізніше під час війни була примусово вивезена до Німеччини. Тільки після завершення війни Ольга Григорівна знову змогла повернутись додому до Києва, а з 1950 року віддала 60 років справі свого життя - викладанню у Київському музичному училищі.

## Артистична кар'єра
Наприкінці 1950-х років розпочинається артистична біографія Ольги Григорівни, як піаністка-солістка вона концертує з симфонічним оркестром по містах України. Починаючи з 1960 року формується фортепіанний дует Ольга Орлова — Ігор Рябов. Записи їхньої спільної двадцятирічної творчості зберігаються у фонді Українського радіо (записи сюїт А. Аренського, С. Рахманінова, творів українських авторів).
Виконавський стиль Ольги Григорівни Орлової був легким та грайливим, виділявся віртуозністю, пристрасністю, масштабністю та водночас передавав найтонші зміни звукової палітри.

## Викладацька діяльність
Ольга Григорівна Орлова виховала понад 250 музикантів, серед яких десятки лауреатів українських та міжнародних конкурсів, прекрасні солісти, концертмейстери, камерні виконавці, віддані своїй справі викладачі. Вона створила свою власну фортепіанну школу, яка задяки продовженню її справи цілою плеядою учнів, відома як в Україні, так і в світі.
Ольга Григорівна вела активну музично-просвітницьку діяльність, була в складі журі відомих конкурсів молодих піаністів (наприклад конкурсах імені В. Пухальського, Олени Вериківської); проводила майстер класи в Україні та поза її межами. Свої спостереження за розвитком та ключовими проблемами підготовки музичних талантів О.Г. Орлова виклала у своїй роботі «Основні проблеми піаністичної підготовки у ДМШ і музичних училищах» у виданні «Проблеми музичної освіти» (1993). .

## Звання та нагороди
- Орден Княгині Ольги ІІІ ступеня
- Почесна Грамота Кабінету міністрів України
- Подяка Міністерства культури і мистецтв України
- Почесна відзнака Міністерства культури і мистецтв України та «Знак пошани»
- Почесна Грамота Міністерства освіти і науки України
- Подяка Голови Київської міської державної адміністрації

## Сім'я
- Чоловік — Ігор Рябов — піаніст, педагог, заслужений діяч мистецтв України, професор;
- Син — Сергій Рябов — піаніст, педагог, доцент Національної музичної академії України;
- Донька — Сабіна Рябова — піаністка педагог;
- Онук — Ігор Рябов — піаніст, педагог, лауреат міжнародних конкурсів, кандидат мистецтвознавства, доцент;
- Онучка — Христина Ретвицька — піаністка, педагог.

## Цікаві факти
- У квітні 2011 року в класі № 7 Київської муніципальної академії музики імені Р. М. Глієра, у якому Ольга Григорівна працювала, за ініціативи її учениці Л.Ковтюх відкриті пам'ятний стенд та меморіальна дошка на честь свого видатного вчителя
- 2012 року започаткований студентський конкурс піаністів на її честь О. Г. Орлової.
- 2 жовтня 2009 року, до 60-річчя роботи О. Г. Орлової у Київському музичному училищі імені Р. М. Глієра відбулася презентація фільму «Талантливо сыгранная судьба» у присутності самої Ольги Григорівни. Ця біографічна стрічка дає можливість побачити і почути Орлову-піаністку, послухати її голос, відчути стійкість духу та поринути у роздуми цієї неповторної особистості про музику та життя.
- Вона казала так: «Радійте кожному дню, кожному подиху, всьому, що вас оточує»[джерело?]